# Plan B für die Liebe
Plan B für die Liebe ist eine US-amerikanische Komödie aus dem Jahr 2010 mit Jennifer Lopez und Alex O’Loughlin in den Hauptrollen. Deutschlandstart war der 15. Mai 2010.

## Handlung
Die New Yorkerin Zoe ist hübsch und erfolgreich. Sie glaubt, dass Kinder und ein Mann in ihrem Alter überfällig seien, ist sich aber sicher, dass ihr Letzteres immer verwehrt bleiben wird. Also entschließt sie sich zu einer künstlichen Befruchtung. Unmittelbar nach dem Eingriff steht ihr der perfekte Mann namens Stan gegenüber.
Während der nächsten Wochen dreht sich bei Zoe alles darum, die Schwangerschaft vor Stan geheim zu halten, was ihr natürlich misslingt. Doch Stan steht zu Zoe und ihren Zwillingen und unterstützt sie während der nächsten Monate. Allerdings bleibt die Beziehung der beiden zwischen Zoes hormonellem Chaos und den Geburtsvorbereitungen auf der Strecke, und kurz vor der Geburt der Babys müssen die beiden feststellen, dass sie gar nicht viel voneinander wissen.
Nach der Geburt der Babys eröffnet Stan seinen langersehnten Laden und macht Zoe bei der Eröffnung einen Heiratsantrag, den sie annimmt. In der letzten Szene übergibt sie sich und es wird klar, dass sie erneut schwanger ist.

## Filmkritik
- Roger Ebert schrieb in der Chicago Sun Times: „Manche Filme sind nicht besser als zweitklassige Sitcoms. Andere Filme sind nicht besser als drittklassige Sitcoms. ‚Plan B für die Liebe‘ kann man nicht mit Sitcoms vergleichen. Es ist wie ein unerträglicher TV-Film über wunderschöne Menschen mit großartigen Lebensstilen und nicht einem guten Einfall in ihren leeren Köpfen.“
- Carmen Böker, Journalistin der Berliner Zeitung, ist komplett enttäuscht: „Man streitet sich ein wenig herum, hat Dates an pittoresken Orten, die auch den Ansprüchen eines gehobenen Wohnmagazins genügten. Alles könnte so einfach sein, wenn Zoe nicht sofort schwanger geworden wäre und damit die Reihenfolge ‚Verliebt – Verlobt – Verheiratet – Geschwängert‘ außer Kraft gesetzt hätte. Ein interessanter Konflikt, in dem sich Alex O’Loughlin seiner Partnerin Jennifer Lopez in keiner Hinsicht gewachsen zeigt.“[3]

„Jennifer Lopez ist schwanger. Das ist vor allem für die Zuschauer zum Kotzen […] ‚Plan B für die Liebe‘ bietet unangenehme Szenen im Überfluss. Wir können nur ahnen, wie Plan A ausgesehen hätte, aber er wäre mit Sicherheit die bessere Alternative gewesen. Fazit: Ein Film zum Fremdschämen - da kann auch die süße Jennifer Lopez nichts mehr retten.“

„Eine spannungsarme, langatmig entwickelte romantische Komödie von mäßiger humoristischer Qualität, deren Umgang mit Geschlechter-Klischees allenfalls vordergründig alte Rollenbilder aufbricht.“